# 圣迭戈传道院

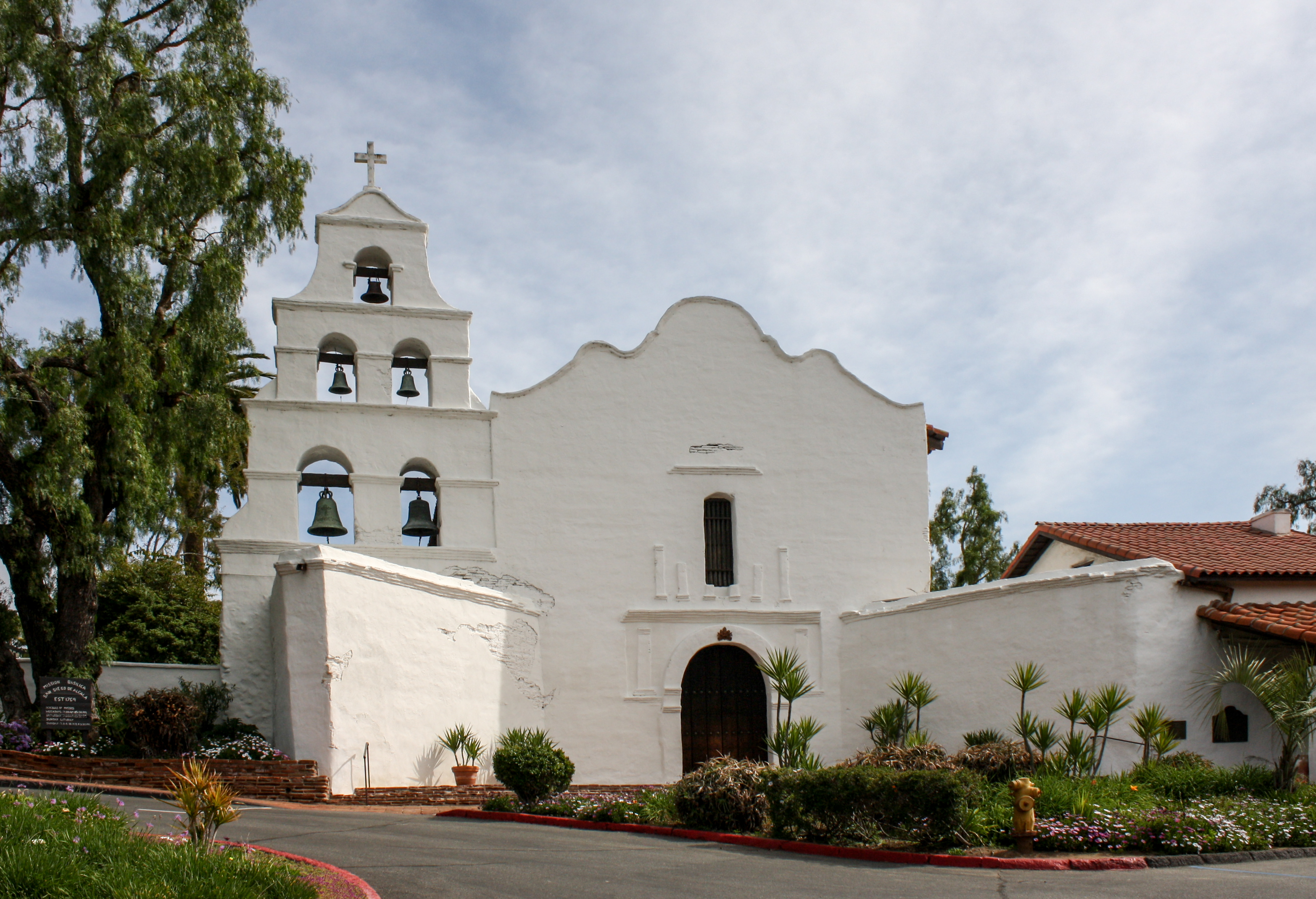

圣迭戈传道院（英語：Mission Basilica San Diego de Alcalá）位于美国加州圣迭戈，是方济各会在新西班牙加利福尼亚省建立的第一个传教站，于1769年7月16日，由西班牙修士胡尼佩罗·塞拉建立.传道院及其周围地区以天主教圣人迭戈·德·阿尔卡拉命名。这里是上加利福尼亚的第一个基督教墓地。1775年，最初的传教站被土著烧毁。 1778年，这里举行了该地区第一次公开处决。路易·赫梅神父（Luis Jayme）,加利福尼亚的第一位基督教殉道者，在1775年被反对教会者杀害， 安葬在教堂地下。目前的教堂建于19世纪初，是在这个地点建造的第五座教堂。 1970年4月15日公布为美国国家历史地标.